# Dwars door West-Vlaanderen
Dwars door West-Vlaanderen (2017-2018), även känt som Johan Museeuw Classics, var ett cykellopp på landsväg som kördes årligen i den belgiska provinsen Västflandern (West-Vlaanderen på nederländska) från 1945 till 2018.
Det skapades som ett endagslopp 1945 under namnet Omloop der Vlaamse Ardennen-Ichtegem ("Flamländska Ardennerna runt - Ichtegem") och arrangerades från 1947 av den då bildade KSV Ichtegem-Sportief. Det hade start och mål i Ichtegem och gick upp om Ardennerna med kända stigningar som Edelare, Kluisberg (Oude Kwaremont) och Kruisberg (vilka ofta passeras även i lopp som Flandern runt, E3 Harelbeke, Dwars door Vlaanderen och Kuurne-Bryssel-Kuurne).
1999 gjordes det om till ett tvådagars etapplopp kallat Guldensporentweedaagse ("Guldsporrens tvådagars" - efter Slaget vid Courtrai/Kortrijk år 1302, på nederländska kallat Guldensporenslag), genom att en ny linjeetapp med start och mål i Bellegem arrangerad av KSV Bellegem lades till på lördagen före den gamla Omloop der Vlaamse Ardennen-etappen på söndagen. 2002 infördes en kort prolog (individuellt tempolopp) på lördagen från Kortrijk till Bellegem som kördes före linjeetappen vars mål flyttades till Handzame. 2003 flyttades prologen till fredagen - loppet kördes således under tre dagar och döptes om till Driedaagse van West-Vlaanderen ("Västflanderns tredagars") samtidigt som arrangörerna utökades med Wielerclub Krekedalvrienden från Handzame och Sportverbond Oostwijk från Harelbeke.
2006 ersattes fredagens prolog av en linjeetapp (detta hade gjorts redan 2005, men det loppet fick ställas in på grund av snöoväder), men 2011 bröts lördagsetappen loss, flyttades till fredagen och blev till det självständiga Handzame Classic, varefter Driedaagse återtog samma format som 2002-2004, med en prolog på fredagen (7 km, körd i Middelkerke) och en linjeetapp (cirka 180 km) på vardera lördagen (från Brygge till Bellegen 2011-2012 eller till Harelbeke 2013-2016) och söndagen (från Nieuwpoort till Ichtegem).
2017 blev tävlingen återigen ett endagslopp genom att prologen och lördagsetappen ströks, men efter två säsonger som Dwars door West-Vlaanderen ("Tvärs genom Västflandern") från Nieuwpoort till Ichtegem lades tävlingen ned på grund av brist på frivillig arbetskraft.

## Podieplaceringar
| År                                   | Vinnare                  | Tvåa                     | Trea                  |
| ------------------------------------ | ------------------------ | ------------------------ | --------------------- |
| Omloop der Vlaamse Ardennen-Ichtegem |                          |                          |                       |
| 1945                                 | Marcel Kint              | Prosper Depredomme       | Maurice Desimpelaere  |
| 1946                                 | Joseph Somers            | Albert Decin             | Achiel Buysse         |
| 1947                                 | Michel Remue             | Albert Anutchin          | André Maelbrancke     |
| 1948                                 | Raymond Impanis          | Stan Ockers              | François De Donder    |
| 1949                                 | Norbert Callens          | René Janssens            | André Maelbrancke     |
| 1950                                 | Arsène Rijckaert         | Marcel Dierkens          | Gilbert Caupain       |
| 1951                                 | Valère Ollivier          | Joseph Van Staeyen       | Lucien Mathys         |
| 1952                                 | Henri Van Kerckhove      | Karel De Baere           | Gerard Buyl           |
| 1953                                 | Marcel Dierkens          | Roger Decock             | André Maelbrancke     |
| 1954                                 | Maurice Blomme           | Arthur Mommerency        | Hilaire Couvreur      |
| 1955                                 | René Mertens             | Camilius Demunster       | Lucien Mathys         |
| 1956                                 | Frans Van Looveren       | Arthur Mommerency        | Willy Truye           |
| 1957                                 | Noël Foré                | André Messelis           | Lucien Mathys         |
| 1958                                 | Cyriel Van Bossel        | Gabriel Borra            | Willy Truye           |
| 1959                                 | Daniel Denys             | Arthur Decabooter        | Richard Durlacher     |
| 1960                                 | Florent Van Pollaert     | Bas Maliepaard           | Kamiel Lamote         |
| 1961                                 | Gabriel Borra            | Kamiel Buysse            | Lucien Demunster      |
| 1962                                 | Gustaaf Van Vaerenbergh  | Piet Rentmeester         | Georges Decraeye      |
| 1963                                 | Gustaaf De Smet          | Armand Desmet            | René Van Meenen       |
| 1964                                 | Julien Gaelens           | Gilbert Maes             | René Van Meenen       |
| 1965                                 | Bernard Van De Kerckhove | André Messelis           | Benoni Beheyt         |
| 1966                                 | Noël Van Clooster        | Guido Reybrouck          | Norbert Kerckhove     |
| 1967                                 | Gustaaf De Smet          | Theo Mertens             | André Planckaert      |
| 1968                                 | Willy Van Neste          | Roger Rosiers            | Romain De Loof        |
| 1969                                 | Eric De Vlaeminck        | Wim Dubois               | Joseph Mathy          |
| 1970 Inställt på grund av snö        |                          |                          |                       |
| 1971                                 | Eric Leman               | André Dierickx           | Roger Rosiers         |
| 1972                                 | Tino Tabak               | Aimé Delaere             | Noël Vantyghem        |
| 1973                                 | Frans Verbeeck           | Freddy Maertens          | Jean-Pierre Berckmans |
| 1974                                 | Patrick Sercu            | Walter Planckaert        | Raymond Steegmans     |
| 1975                                 | Patrick Sercu            | Frans Verbeeck           | Rik Van Linden        |
| 1976                                 | Christian De Buysschere  | Marcel Van der Slagmolen | Carlos Cuyle          |
| 1977                                 | Herman Beysens           | Walter Naegels           | Eric De Vlaeminck     |
| 1978                                 | Léo Van Thielen          | Rudy Pevenage            | Alfons van Katwijk    |
| 1979                                 | Piet van Katwijk         | Eddy Vanhaerens          | Hans-Peter Jakst      |
| 1980                                 | Johan Wellens            | Daniel Gisiger           | Ronny Van De Vijver   |
| 1981                                 | Ferdi Van Den Haute      | Jan Bogaert              | Bert Oosterbosch      |
| 1982                                 | Dirk Heirweg             | Alain De Roo             | Marc Madiot           |
| 1983                                 | Ludo Peeters             | Johan van der Velde      | Jos Schipper          |
| 1984                                 | William Tackaert         | Alain De Roo             | Dirk Durant           |
| 1985                                 | Hans Daams               | Erik Stevens             | Herman Frison         |
| 1986                                 | Jozef Lieckens           | Frank Verleyen           | Carlo Bomans          |
| 1987                                 | Franky Van Oyen          | Hendrik Redant           | Patrick Onnockx       |
| 1988                                 | Michel Cornelisse        | Rob Kleinsman            | Frank Pirard          |
| 1989                                 | Luc Colyn                | Dean Woods               | Ronny Vlassaks        |
| 1990                                 | Dirk Demol               | Peter Pieters            | Patrick Deneut        |
| 1991                                 | Hendrik Redant           | Edwig Van Hooydonck      | Frank Van Den Abeele  |
| 1992                                 | Nico Verhoeven           | Edwig Van Hooydonck      | Jans Koerts           |
| 1993                                 | Niko Eeckhout            | Michel Cornelisse        | Hans De Meester       |
| 1994                                 | Bo Hamburger             | Léon van Bon             | Philip De Baets       |
| 1995                                 | Johan Museeuw            | Frank Høj                | Robbie Vandaele       |
| 1996                                 | Wilfried Peeters         | Johan Museeuw            | Hendrik Redant        |
| 1997                                 | Léon van Bon             | Erik Dekker              | Tom Desmet            |
| 1998                                 | Jesper Skibby            | Lars Michaelsen          | Hans De Meester       |
| Guldensporentweedaagse               |                          |                          |                       |
| 1999                                 | Wilfried Peeters         | Michael Steen Nielsen    | Steven de Jongh       |
| 2000                                 | Servais Knaven           | Lars Michaelsen          | Jacob Moe Rasmussen   |
| 2001                                 | Erik Dekker              | Michael Boogerd          | Steven de Jongh       |
| 2002                                 | Erik Dekker              | Steven Van Malderghem    | Olaf Pollack          |
| Driedaagse van West-Vlaanderen       |                          |                          |                       |
| 2003                                 | Jaan Kirsipuu            | Jimmy Casper             | Lauri Aus             |
| 2004                                 | Robert Bartko            | Jaan Kirsipuu            | Kurt-Asle Arvesen     |
| 2005 Inställt på grund av snö        |                          |                          |                       |
| 2006                                 | Niko Eeckhout            | Robbie McEwen            | Matti Breschel        |
| 2007                                 | Jimmy Casper             | Wouter Weylandt          | Stefan van Dijk       |
| 2008                                 | Bobbie Traksel           | Niko Eeckhout            | Sergej Ivanov         |
| 2009                                 | Johnny Hoogerland        | Kevyn Ista               | Jens Mouris           |
| 2010                                 | Jens Keukeleire          | Kris Boeckmans           | Bobbie Traksel        |
| 2011                                 | Jesse Sergent            | Sébastien Rosseler       | Michał Kwiatkowski    |
| 2012                                 | Julien Vermote           | Jesse Sergent            | Michail Ignatiev      |
| 2013                                 | Kristof Vandewalle       | Tobias Ludvigsson        | Niki Terpstra         |
| 2014                                 | Gert Jõeäär              | Guillaume Van Keirsbulck | Johan Le Bon          |
| 2015                                 | Yves Lampaert            | Anton Vorobjov           | Jesse Sergent         |
| 2016                                 | Sean De Bie              | Łukasz Wiśniowski        | Nils Politt           |

| År                         | Vinnare       | Tvåa             | Trea              |
| -------------------------- | ------------- | ---------------- | ----------------- |
| Dwars door West-Vlaanderen |               |                  |                   |
| 2017                       | Jos van Emden | Silvan Dillier   | Lasse Norman Leth |
| 2018                       | Rémi Cavagna  | Florian Sénéchal | Frederik Frison   |